# Nanotechnologie
Les nanosciences et nanotechnologies (d’après le grec νάνος, « nain »), ou NST, peuvent être définies comme l’ensemble des études et des procédés de fabrication et de manipulation de structures (physiques, chimiques ou biologiques), de dispositifs et de systèmes matériels à l’échelle du nanomètre (nm), qui est l'unité la plus proche de la distance entre deux atomes.
Les NST présentent plusieurs acceptions liées à la nature transversale de cette jeune discipline. En effet, elles utilisent des disciplines telles que l’optique, la biologie, la mécanique, microtechnologie en leur permettant de nouvelles possibilités. Ainsi, comme le reconnaît le portail français officiel des NST, « les scientifiques ne sont pas unanimes quant à la définition de nanoscience et de nanotechnologie ».
Les nanomatériaux ont été reconnus comme toxiques pour les tissus humains et les cellules en culture,,,,. La nanotoxicologie étudie les risques environnementaux et sanitaires liés aux nanotechnologies. La dissémination à large échelle de nanoparticules dans l’environnement est sujette à des questions éthiques.
Les nanotechnologies bénéficient de plusieurs milliards de dollars en recherche et développement. L’Union Européenne a accorde 1,3 milliard d’euros pendant la période 2002-2006 et 3,5 milliards d'euros pendant la période 2007-2013. Au début des années 2000, certains organismes prédisaient que le marché mondial annuel pourrait être de l’ordre de 1 000 milliards de dollars américains dès 2015 (estimation de la National Science Foundation en 2001), jusqu'à 3 000 milliards de dollars (estimation Lux Research Inc de 2008).

Représentation d’un nanotube de carbone (cliquer pour voir l’animation)

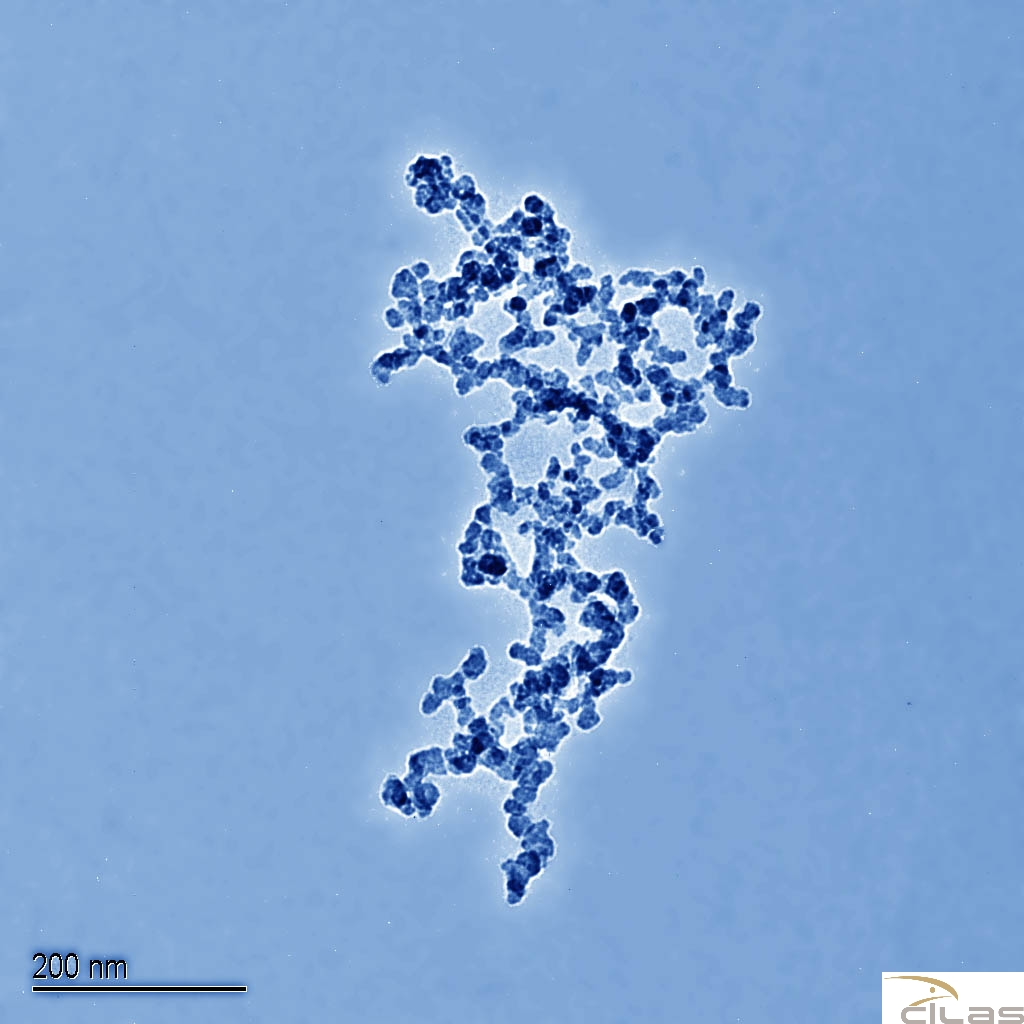

## Historique

### Vision de Feynman
Dans son discours donné le 29 décembre 1959 à la Société américaine de physique, Richard Feynman évoque un domaine de recherche  encore inexploré : l’infiniment petit. Feynman envisage un aspect de la physique « dans lequel peu de choses ont été faites, et dans lequel beaucoup reste à faire ».
Se fondant sur la taille minuscule des atomes, il considère comme possible d’écrire de grandes quantités d’informations sur de très petites surfaces : « Pourquoi ne pourrions-nous pas écrire l’intégralité de l’Encyclopædia Britannica sur une tête d’épingle ? ». Une affirmation qui n’avait pas été spécifiquement relevée, et qui est aujourd’hui abondamment citée (de fait, ce qui à l’époque était infaisable, semble aujourd’hui parfaitement réalisable, grâce aux progrès en microtechnologies). Feynman veut aller au-delà des machines macroscopiques avec lesquelles nous vivons : il imagine un monde où les atomes seraient manipulés un par un et agencés en structures cohérentes de très petite taille.

### Microscope à effet tunnel
Le développement des nanosciences et nanotechnologies s’appuie sur l’invention de deux instruments permettant d’observer et d’interagir avec la matière à une échelle atomique ou subatomique. Le premier est le microscope à effet tunnel qui a été inventé en 1981 par deux chercheurs d’IBM (Gerd Binnig et Heinrich Rohrer), et qui permet de parcourir des surfaces conductrices ou semi-conductrices en utilisant un phénomène quantique, l’effet tunnel, pour déterminer la morphologie et la densité d’états électroniques des surfaces qu’il explore. Le second est le microscope à force atomique qui est un dérivé du microscope à effet tunnel, et qui mesure les forces d’interactions entre la pointe du microscope et la surface explorée. Cet outil permet donc, contrairement au microscope à effet tunnel, de visualiser les matériaux non conducteurs. Ces instruments combinés avec la photolithographie permettent d’observer, de manipuler et de créer des nanostructures.

### Fullerènes et nanotubes
En 1985, trois chercheurs, Richard Smalley, Robert F. Curl (de l’université Rice de Houston) et Harold W. Kroto (université du Sussex) découvrent une nouvelle forme allotropique du carbone, la molécule C60 constituée de 60 atomes de carbone répartis sur les sommets d’un polyèdre régulier formé de facettes hexagonales et pentagonales. Chaque atome de carbone a une liaison avec trois autres. Cette forme est connue sous le nom de buckminsterfullerène ou buckyball et elle doit son nom à l’architecte et inventeur américain Richard Buckminster Fuller qui a créé plusieurs dômes géodésiques dont la forme est analogue au C60.
Plus généralement, les fullerènes dont fait partie le C60, sont une nouvelle famille de composés du carbone. Non équilatéraux, ils ont une surface composée d’hexagones et de pentagones, à l’instar des facettes d’un ballon de football. Cette disposition leur confère des structures toujours fermées en forme de cages de carbone. Il faut néanmoins attendre 1990 pour que Huffman et Kramer, de l’université de Heidelberg, mettent au point un procédé de synthèse permettant l’obtention de ces molécules en quantités macroscopiques. Les nanotubes ont été identifiés six années plus tard dans un sous-produit de synthèse des fullerènes.

### Prophéties de Drexler
En 1986, Eric Drexler publie un ouvrage sur l’avenir des nanotechnologies, Engines of Creation, dans lequel il délivre sa vision des progrès faramineux possibles avec l’essor des nanotechnologies. Ainsi, grâce à la manipulation moléculaire, les lois physiques qui paraissent insurmontables aujourd’hui pourraient être dépassées, les produits créés pourraient être moins coûteux, plus solides et plus efficaces. Mais Drexler a également prévu les inconvénients de cette voie: en effet, de telles technologies capables de se reproduire ou du moins de se répliquer par elles-mêmes pourraient conduire à un cataclysme. Des bactéries créées dans un quelconque intérêt commun, par exemple, pourraient se répliquer à l’infini et causer des ravages sur la flore, mais aussi sur la faune et l’humanité.
Drexler écrit que si l’essor des nanotechnologies, apparemment inéluctable dans le processus d’évolution, devait nous apporter énormément dans des domaines très vastes, il est également fort probable que ces technologies deviennent destructrices si nous ne les maîtrisons pas entièrement.
À ce sujet, une des questions qui peuvent être posées est la forte capacité pénétrante qu’ont les nanoparticules à l’égard des tissus cellulaires. Effectivement, du fait de leur taille inférieure aux cellules, dès lors que ces dernières sont à l’état de particules, elles peuvent outrepasser certaines barrières naturelles. Cette propriété est d’ailleurs déjà exploitée dans l’industrie cosmétique.

### Nanophysique
À l’échelle nanométrique, la matière présente des propriétés particulières, justifiant une approche spécifique. Il s’agit notamment des propriétés quantiques, mais aussi d’effets de surface, de volume, ou encore d’effets de bord. L’enjeu des nanosciences est de comprendre les phénomènes nanométriques, au profit des nanotechnologies (conception et utilisation de systèmes nanométriques). De nombreux laboratoires dans le monde y travaillent.

#### Aspects quantiques
Ainsi, conformément aux lois de la mécanique quantique, une particule adopte au niveau nanométrique un comportement ondulatoire aux dépens du comportement corpusculaire adopté au niveau macroscopique. Cette dualité onde-corpuscule est particulièrement visible dans l’expérience des fentes de Young. Un faisceau de particules (lumière, électrons, etc.) interfère avec une série de fentes peu espacées et crée une figure d’interférences, caractéristique d’un phénomène ondulatoire. Cette dualité onde-particule de la matière, qui reste à ce jour[Quand ?] une des grandes interrogations de la physique, va provoquer divers phénomènes au niveau nanométrique, par exemple :
- quantification de l'électricité : dans les nanofils (ou nanowire) on a remarqué que le courant électrique n’est plus constitué d’un flux continu d’électrons mais qu’il est quantifié, c’est-à-dire que les électrons circulent par « paquets » dans le circuit ;
- quantification de la chaleur : de même dans un circuit de taille nanométrique, on a observé que la chaleur se propage de manière quantifiée.

Ces phénomènes ont été constatés pour la première fois de visu en 2001, avec le « chapelet conducteur d’électricité » (electrically conductive string) par son inventeur, le thermodynamicien Hubert Juillet, ce qui a permis de confirmer cet aspect des théories de la mécanique quantique. Ce comportement quantique oblige à revoir notre façon de penser : Pour décrire une particule, on ne parle plus en termes de position en un temps donné, mais plutôt en termes de probabilité que la particule soit détectée à un endroit plutôt qu’à un autre.

#### Aspects physicochimiques
Les nanoparticules et matériaux offrent de très fortes proportions d'atomes de surface par rapport aux atomes intérieurs qui leur donnent une forte réactivité de surface. Ils sont en outre sujet à des changements considérables de  propriétés selon leur taille et forme (en lien avec leur réactivité, mais aussi avec des effets de confinement quantique). Leur croissance, agrégation, dissolution ou évaporation sont spécifiques, et jouent un rôle clé dans leur durée ou cycle de vie, leurs comportements avec d'autres nano-objets, des molécules du vivant, des organes ou organismes vivant dans les environnements de laboratoire ou dans la nature, avec des conséquences globales qu'on commence seulement à évaluer.

### Émergence des nanotechnologies
Derrière l’effet d’annonce, plusieurs études ont été menées pour appréhender l’évolution des nanotechnologies et des nanosciences. Ainsi, en considérant le fait que les définitions ne sont pas stabilisées, la composante commune des différentes méthodes utilisées est de mesurer l’activité nanotechnologique sous trois angles : publications scientifiques (plutôt pour les connaissances fondamentales), brevets (plutôt pour les aspects technologiques), et éventuellement institutions et entreprises concernées ou encore capitaux investis (pour mesurer l’activité économique et industrielle réelle). Qu’il s’agisse des brevets ou des publications scientifiques, les valeurs présentées dans les tableaux suivant étaient négligeables avant les années 1990.

#### Évolution technologique de 1995 à 2003 dans le monde
Au regard de l’article paru dans la revue Nature Nanotechnology en 2006, on note l’évolution suivante pour les brevets déposés à l’Office européen des brevets (EPO):
| Année                          | 1995 | 2000  | 2003  |
| ------------------------------ | ---- | ----- | ----- |
| Nombre de brevets pour l’année | 950  | 1 600 | 2 600 |

Si ces chiffres représentent une forte évolution, on note également une relative stabilité pour ces deux périodes. Néanmoins cette évolution ne prend pas en compte les croissances plus rapides (1997-1999) et les diminutions (2000-2001).
Vers 2005, de nombreux centres de recherches se sont lancés dans l’étude des nanofils (nanowire) pour essayer de produire pour l’industrie, par divers procédés dont majoritairement la croissance, un nanofil suffisamment long et solide et qui présenterait, notamment, les mêmes effets quantiques que le chapelet conducteur d’électricité.

#### Évolution des connaissances fondamentales entre 1989 et 2000 dans le monde
Nous prendrons pour caractériser l’évolution des publications scientifiques, un article utilisant une méthode plus englobante que celle utilisée dans Nature Nanotechnology et qui permet de caractériser l’évolution des publications nanotechnologiques :
| Périodes               | 1989-1990 | 1991-1992 | 1993-1994 | 1995-1996 | 1997-1998 | 1999-2000 |
| ---------------------- | --------- | --------- | --------- | --------- | --------- | --------- |
| Publications cumulées  | 1 000     | 10 000    | 20 000    | 35 000    | 55 000    | 80 000    |
| Nouvelles publications | 1 000     | 9 000     | 10 000    | 15 000    | 20 000    | 25 000    |

#### Périodes de créations des entreprises concernées par les NST
En suivant un rapport émis par la commission européenne à propos de l’estimation du développement économique des NST, nous pouvons regarder les dates de création d’entreprises concernées par cette activité.
| Périodes de création            | Avant 1900 | 1900-1950 | 1951-1980 | 1981-1990 | 1991-2000 |
| ------------------------------- | ---------- | --------- | --------- | --------- | --------- |
| Nombre d’entreprises concernées | 20         | 60        | 45        | 75        | 230       |

Ces chiffres sont établis sur un répertoire d’entreprises particulier qui semble sous-évaluer les effectifs réels. Ils montrent bien une nette accélération des entreprises concernées par les nanotechnologies depuis les années 1990, mais d’autres sources, plus complètes, font des estimations bien au-dessus de ces chiffres. Le site NanoVIP estimait qu’en 2005 plus de 1 400 entreprises étaient identifiées comme étant concernées par les nanotechnologies. Plus récemment, des recherches font état d’un nombre d’entreprises supérieur à 6 000 en 2006. Ces recherches s’appuient sur une méthode visant à combiner les sources d’informations en ajoutant plusieurs marqueurs de l’activité nanotechnologique, comme les brevets. En 2006, à partir de ces résultats, les États-Unis accueillent 48 % des entreprises qui investissent dans les nanotechnologies, alors que l’Europe (des 27 et des pays associés) totalise 30 % et l’Asie 20 %.

## Disciplines fondamentales
Le développement actuel des nanosciences et nanotechnologies mobilise et recouvre un large spectre de domaines et de disciplines scientifiques.

### Principaux champs scientifiques concernés
Du point de vue de la connaissance scientifique mobilisée, plusieurs sous-disciplines sont particulièrement utiles aux développements des connaissances fondamentales des NST. En effet, des analyses détaillées de la manière dont sont publiés et construits les articles scientifiques concernant les nanotechnologies et les nanosciences montrent l’émergence de trois sous-champs spécifiques :
- biosciences et pharma : autour de la biologie, des laboratoires pharmaceutiques et des biotechnologies. Ce champ peut être qualifié comme celui de la nanobiologie ;
- nanomatériaux et synthèse chimique : autour de la chimie et des nanomatériaux. Ce champ peut être qualifié comme celui des nanomatériaux ;
- supraconductivité et ordinateur quantique : essentiellement issu de la microélectronique, ce champ peut être qualifié comme celui de la nanoélectronique.

Ces trois champs s’articulent les uns aux autres avec plus ou moins d’intensité et de distance. Ils ont un impact important sur les modalités d’organisation de l’activité industrielle qu’ils mobilisent dans la zone concernée. En effet, la nanobiologie est essentiellement structurée autour de nombreuses petites entreprises et des grands groupes pharmaceutiques, alors que les activités industrielles concernées par la nanoélectronique s’organisent, pour l’essentiel, autour de très grands groupes, quelques petites entreprises et des grands équipements partagés.

### Ingénierie moléculaire

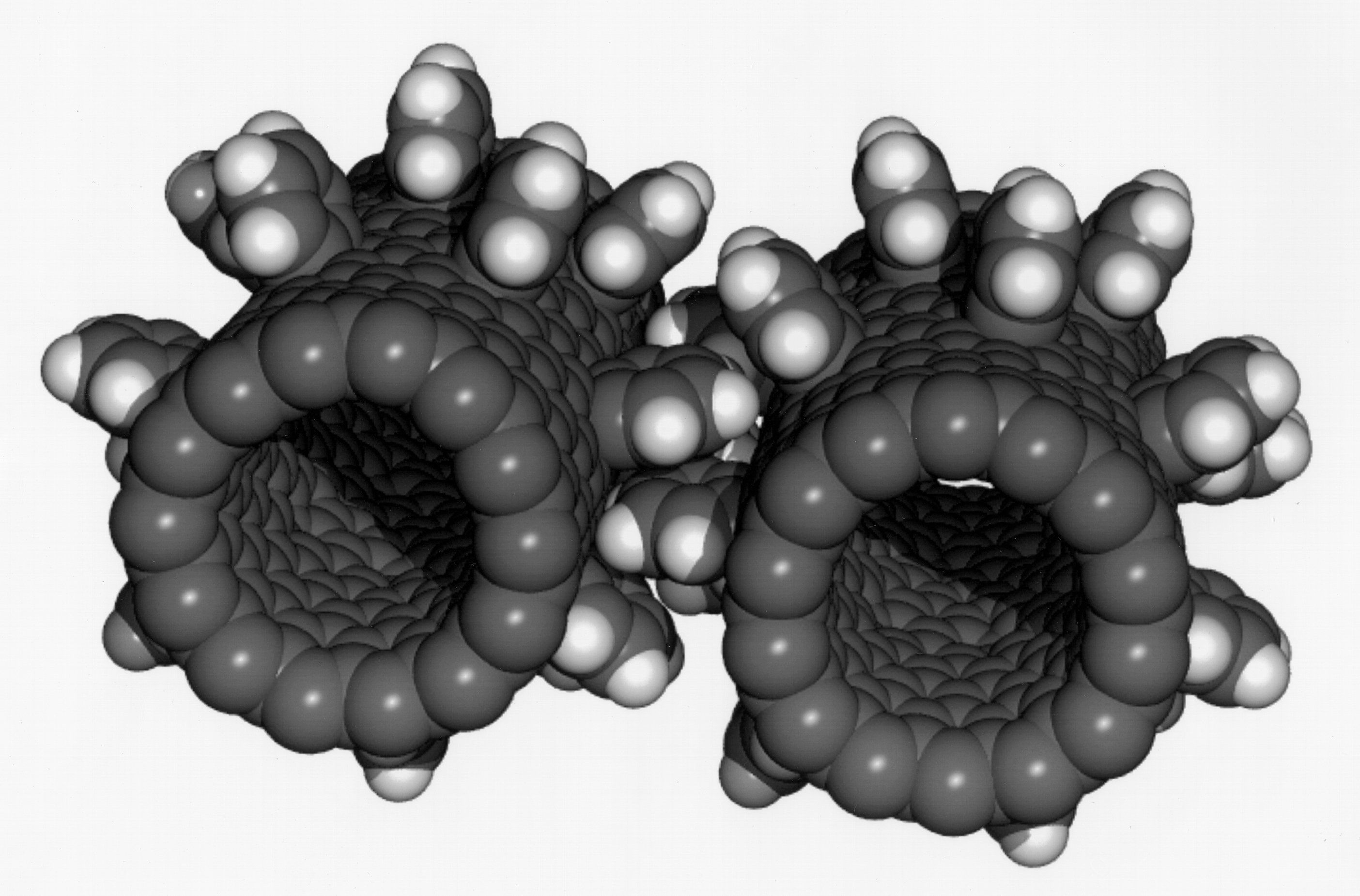
Engrenage moléculaire issu d’une simulation de la NASA.

L’ingénierie moléculaire, rendue possible grâce à l’invention d’un instrument comme le microscope à effet tunnel, consiste à construire et développer des molécules « à façon ».

### Applications médicales
Les communautés biologiques et médicales exploitent les propriétés des nanomatériaux pour des applications variées (des agents contrastants pour l’imagerie de cellules, des thérapeutiques pour la lutte contre le cancer).
On regroupe sous le terme de nanobiologie et de nanomédecine les applications dans ce domaine. En France, Patrick Couvreur est le plus ancien représentant des chercheurs de ce courant des NST.
On peut ajouter des fonctions aux nanomatériaux en les interfaçant avec des structures ou des molécules biologiques. Leur taille est en effet assez proche. Les nanomatériaux sont donc utiles à la recherche et aux applications in vivo et in vitro. Cette intégration permet l’émergence d’outils de diagnostic ou d’administration de médicaments.

### Applications énergétiques
On peut voir des avancées dans le domaine du stockage, de la production d’énergie ainsi que dans celui des économies d’énergie :
- des structures empilées de semi-conducteurs permettent d’atteindre de bien meilleurs rendements pour les cellules photovoltaïques ;
- des réductions de la consommation d’énergie sont rendues possibles par des systèmes d’isolation thermique, une amélioration des matériaux conducteurs. Dans le domaine de la production de lumière, l’utilisation de matériaux issus des nanotechnologies tels que les LED permettent d’obtenir un rendement très intéressant ;
- l’utilisation de matériaux nano-poreux pour le stockage de l’hydrogène pourrait enfin permettre de démocratiser son utilisation, actuellement limitée par la faible quantité d’hydrogène stocké dans les réservoirs conventionnels, qui, par ailleurs, présentent de nombreux défauts (fuites, rendements médiocres, lourds, chers, etc.).

Cet hydrogène pourrait alors être utilisé dans des moteurs à combustion ou par des piles à combustible :
- l’utilisation des nanotubes de carbone dans le domaine du stockage de l’électricité pourrait permettre de créer une pile, nommée supercondensateur, qui se rechargerait en quelques secondes, tout en étant plus légère qu’une batterie chimique et en ayant une durée de vie d’environ 3 000 ans[27].

### Applications électroniques
Les structures des puces électroniques ou des circuits intégrés sont déjà à l’échelle du nanomètre (nm) et utilisent intensivement les nanotechnologies. Les avancées sont constantes dans les domaines des communications, du stockage d’information et du calcul.
Il y a peu[Quand ?], on considérait qu’intégrer des composants de deux micromètres (µm), soit 2 × 10−6 m, serait le seuil de miniaturisation absolu pour des dispositifs à semi-conducteurs (l’épaisseur du trait sur les circuits des premiers processeurs d’Intel était de l’ordre de 10 µm). On pensait qu’il serait bien difficile de dépasser la barrière d’un micromètre.
En 2004, des architectures de 90 nm (0,09 µm) constituent l’état de l’art et les processeurs sont produits en masse avec une finesse de 65 nm dès le premier semestre 2006. Des puces gravées en 45 nm sont sorties mi-2007, des puces en {{unité[32 nm}} sont sorties en 2009, la gravure en 22 nm est sortie en 2012 et le 3 nm est prévu pour 2022. Mais il y a une limite absolue, tout du moins pour une technologie héritée des procédés conventionnels de photolithographie, y compris les évolutions des technologies actuelles, telles que la photolithographie « extrême-UV », la lithographie à rayons X durs, la gravure par faisceau d’électrons, etc. Les nanotechnologies suggèrent une nouvelle approche plus radicale lorsque les voies classiques auront atteint leurs limites.
Deux difficultés majeures prédominent dans la construction de circuits électroniques à base de nanotechnologie, et donc dans l’émergence de la nano-informatique :
- à l’échelle du nanomètre, tout objet n’est qu’un assemblage des mêmes briques élémentaires : les atomes. À cette échelle du millionième de millimètre, les propriétés physiques, mécaniques, thermiques, électriques, magnétiques et optiques dépendent directement de la taille des structures et peuvent différer fondamentalement de celles du matériau au niveau macroscopique, tel qu’on l’exploitait jusqu’à présent. Cela est dû à un ensemble de raisons qui incluent le comportement quantique, mais également l’importance croissante des phénomènes d’interface ;
- on est à ce jour[Quand ?] incapable de maîtriser l’assemblage coordonné d’un très grand nombre de ces dispositifs de commutation (par exemple transistor à nanotubes de carbone - CNFET pour carbon nanotube field effect transistor, ou encore circuits électroniques mono-moléculaires hybrides, etc.) sur un circuit, et encore moins de réaliser cela sur un plan industriel.

## Définitions des NST
La diversité des recherches engagées dans le domaine des NST, ainsi que la variété des savoirs mobilisés, a amené la constitution de plusieurs définitions des NST dans la littérature. Ce constat peut s’appuyer sur deux idées centrales qui ont un impact important sur notre capacité à trouver une définition unique et stable :
- le taux de croissance élevé (nombre d’articles et nombre de brevets par exemple) de cette discipline par rapport à des sciences établies (en incluant les biotechnologies qui sont en train de se stabiliser) ;
- la nature floue des frontières de cette jeune discipline qui assemble et réorganise des savoirs jusqu’alors (en partie) cloisonnés.

### Définition par les propriétés de la matière
Les NST peuvent être caractérisées par l’étude de nouvelles propriétés de la matière apparaissant à l’échelle nanométrique, en particulier avec les effets de surface et les effets quantiques.
En effet, à l’échelle nanoscopique, le rapport entre les différentes forces d’interactions est différent du rapport à l’échelle macroscopique. Les forces de surface deviennent prépondérantes face aux forces d’inertie :
- les forces d’inertie et le poids varient avec le cube de la longueur caractéristique des objets manipulés (forces volumiques) ;
- les forces de surface telles que les forces de van der Waals ou les forces électromagnétiques varient avec le carré de la longueur caractéristique de l’objet ;
- la force de Casimir est souvent non négligeable, et les axes frottent davantage que si elle n’existait pas.

De surcroît, les faibles dimensions permettent de faire intervenir des effets quantiques tels que l’effet tunnel, le transport balistique et l’émission de champs. Il existe des applications directes dans le domaine des semi-conducteurs qui ouvrent des perspectives pour les supraconducteurs.
Pour des tailles de l’ordre du nanomètre, les caractéristiques électriques, mécaniques ou optiques des matériaux changent.
D’autre part, les rapports de surfaces devenant prépondérants, les nanotechnologies ouvrent des perspectives en chimie, en particulier pour la catalyse.

### Définition par l’approched’en bas
Il est également possible de définir les nanosciences et nanotechnologies par la nouvelle démarche qui les caractériserait.
Historiquement, le processus de fabrication d’une machine, ou d’un objet manufacturé simple, relève de manipulations et d’agencements essentiellement macroscopiques. Les matériaux sont produits, mis en forme par enlèvement de matière ou déformation, puis assemblés à l’échelle de grands agrégats de matière. Plus récemment, l’exemple de la microélectronique montre que nous sommes en mesure de produire, sur une surface équivalente, un nombre toujours plus élevé d’éléments constituants. Ainsi, le nombre de transistors des microprocesseurs sur une puce de silicium double tous les deux ans (ce qui vérifie la loi de Moore). Cette augmentation illustre le phénomène de miniaturisation qui prédomine en microélectronique et plus largement en électronique.
Par opposition, la nanotechnologie s’appuie sur le procédé inverse : elle consiste à partir du plus petit pour aller vers le plus grand. Elle va de l’intérieur (des atomes) vers l’extérieur (les machines et les produits manufacturés). C’est pour cela que nous la qualifierons de technologie « ascendante ». La nanotechnologie est donc la discipline qui vise à étudier, manipuler et créer des groupes d’atomes, puis des objets manufacturés par le contrôle individuel des atomes, « du bas vers le haut ».
Dans cette perspective, le terme générique « nanotechnologies » concerne l’assemblage contrôlé d’atomes et de molécules en vue de former des composants de taille supérieure caractérisés parfois par de nouvelles propriétés physico-chimiques.

## Nanotechnologies et applications

### Nanoparticules, nanomatériaux et applications commercialisées
Même s’il y a eu un engouement sur les applications potentielles des nanotechnologies, une grande partie des applications commercialisées se limitent à l’utilisation d’une « première génération » de nanomatériaux passifs. Cela inclut les nanoparticules de dioxyde de titane dans les crèmes solaires, cosmétiques et certains produits alimentaires ; des nanoparticules de fer dans le packaging alimentaire ; des nanoparticules d’oxyde de zinc dans les crèmes solaires et les cosmétiques, dans les enduits extérieurs, peintures, et dans les vernis d’ameublement ; et des nanoparticules d’oxyde de cérium intervenant comme un catalyseur de carburant. Des nano-aimants, également appelés aimants moléculaires, sont également en cours de développement depuis 1993.
Un projet, The Project on Emerging Nanotechnologies, recense les différents produits contenant des nanoparticules et fondés sur des nanotechnologies. En 2007, ce projet identifie plus de 500 produits de consommation fondés sur des nanotechnologies. En 2008, le rapport issu de ce projet nous indique que le principal secteur concerné par les produits de consommation nanotechnologiques est celui de la santé et des sports (vêtements, accessoires de sport, cosmétiques, soins personnels, crème solaire, etc.) avec 59 % des produits, suivi de l’électronique et de l’informatique qui en rassemblent 14 % (audio et vidéo ; caméra et pellicules ; matériel informatique ; dispositifs mobiles et communication).

### Approchebottom upet perspectives
Les applications exigeant la manipulation ou l’arrangement des composants à une échelle nanométrique (atome par atome) nécessitent l’approfondissement des recherches en cours avant d’aboutir à leur commercialisation. En effet, les technologies actuellement marquées avec le préfixe « nano » sont parfois peu liées et éloignées des objectifs finaux annoncés par les nanotechnologies, en particulier dans le cadre de la fabrique moléculaire qui est une idée toujours suggérée par le terme. Ainsi, il peut y avoir un danger qu’une « bulle nano » se forme (ou soit en train de se former), issue de l’utilisation du terme par les scientifiques et les entrepreneurs afin de recueillir des moyens financiers supplémentaires, aux dépens de l’intérêt réel que représentent les possibilités des transformations technologiques à long terme.
David M. Berube, dans un livre sur la bulle nanotechnologique, conclut également dans ce sens en rappelant qu’une partie de ce qui est vendu en tant que « nanotechnologies » est en fait un remaniement de la science des matériaux. Ce phénomène pourrait mener au fait que les nanotechnologies soient représentées par une industrie fondée essentiellement sur la vente de nanotubes et de nanowires (fils unidimensionnels mesurés en nanomètres), ce qui aurait pour effet de limiter le nombre de fournisseurs à quelques entreprises vendant des produits à faibles marges avec des volumes très importants.

## Organisation

### Financements
La recherche scientifique requiert un investissement souvent important. Dans le cas des nanotechnologies, où l’objet d’étude se spécialise et qui nécessitent des équipements spécifiques et coûteux, les investissements nécessaires ne peuvent être supportés par une seule équipe. Pour continuer leurs recherches, les scientifiques et les ingénieurs sont financés par une grande diversité d’acteurs qui peuvent être regroupés en trois catégories :
- les organisations publiques (États) : les gouvernements soutiennent fortement à la fois la recherche appliquée et la recherche fondamentale. En effet, certains pays ont un système de validation des brevets qui leur sont propres, ainsi qu’un grand nombre d’agences et de départements, qui permettent de favoriser l’obtention de contrats ou la protection de la propriété intellectuelle. Les organisations publiques jouent donc un rôle important dans le déploiement des moyens de coordination, permettant d’améliorer la circulation des connaissances dans la communauté scientifique, ainsi que de favoriser la rencontre entre les chercheurs, organisations, universités et institutions ;
- les organisations à but non lucratif : les universités constituent le cœur de cette catégorie, bien que pour leurs recherches elles reçoivent souvent des financements de sources extérieures, comme le gouvernement, mais aussi les secteurs industriels concernés. Dans cette catégorie interviennent aussi une multitude d’organisations de bases privées et d’autres organismes qui soutiennent, sans objectifs directement financiers, la recherche en sciences ;
- entreprises et secteur privé : dans la plupart des pays développés, le secteur privé est à l’initiative d’environ les trois quarts des dépenses nationales de recherche et de développement. Cette importance du secteur privé est à nuancer selon les situations, comme celles des États-Unis ou de l’Union européenne, dont les gouvernements investissent dans les NST en proposant une politique de recherche et d’innovation forte, surtout dans les premières phases de développement de secteurs industriels nouveaux, comme l’est celui des NST.

En prenant en compte les investissements  à la fois privés et publics de recherche et développement concernant les nanotechnologies, il est possible de classer les pays en fonction du volume des investissements réalisés. Toutefois, cette opération nécessite des précautions dans la mesure où, d’une part la taille des entités comparées intervient et, d’autre part, chaque gouvernement a souvent un appareil ainsi que des modalités de financements de la recherche spécifiques. Ainsi, en 2005, la recherche et développement des NST était financée à la hauteur de 48,1 % par les gouvernements, de 46,6 % par les entreprises et de 5,2 % par du capital risque pour un total investi sur l’année de 9,57 milliards de dollars. Selon cette répartition, le pays arrivant en tête est les États-Unis (1,606 milliard de dollars), suivi du Japon (1,1 milliard de dollars), de l’Allemagne (413 millions de dollars), de l’Union européenne (269 millions de dollars) et de la Chine (250 millions de dollars). La France arrive en 8e position, en cumulant un total de 103 millions de dollars alloués à la recherche et développement des nanotechnologies.

### Structuration institutionnelle et institutions concernées
En Europe, le 7e PCRD joue un rôle important dans l’organisation des recherches en NST à l’échelle du continent. Le 7e Programme Cadre de Recherche et Développement est issu de la stratégie de Lisbonne, dont les objectifs généraux ont été décidés en 2000: il définit les orientations économiques et politiques afin de doter l’Union européenne d’une économie de la connaissance compétitive et dynamique. « Les objectifs généraux du 7e PC ont été regroupés en quatre catégories : Coopération, Idées, Personnes et Capacités. Pour chaque type d’objectif, il existe un programme spécifique correspondant aux domaines principaux de la politique de recherche de l’UE. Tous les programmes spécifiques œuvrent en commun pour promouvoir et encourager la création de pôles européens d’excellence (scientifique) ». L’Union européenne annonce plus du doublement des budgets alloués aux programmes cadres qui passeraient d’environ 20 milliards d’euros (entre 2002 et 2006) à 53,2 milliards (pour la période 2007 à 2013). À ce titre, les nanotechnologies figurent en bonne position dans la catégorie des Coopérations du 7e PCRD, qui visent essentiellement à favoriser la création de partenariats entre différentes équipes de recherche européennes (et les pays partenaires), ainsi qu’à développer des recherches pluridisciplinaires et transversales.
En symétrie avec le Programme cadre de l’Union européenne, les États-Unis ont défini la National Nanotechnology Initiative (NNI) qui a débuté en 2001. Contrairement à l’Union européenne, ce programme fédéral de Recherche et Développement est spécifiquement consacré aux nanotechnologies, mais il vise également à coordonner les efforts des multiples agences qui travaillent à une échelle nanométrique en science et technologie. En 2008, le budget alloué à la NNI serait de 1,5 milliard de dollars, soit plus du triple des dépenses estimées pour l’année 2001 (464 millions de dollars).
Au regard des sommes investies, ce type de programme influe fortement sur la structuration des espaces de la recherche scientifique et sur la nature des collaborations engagées. En effet, c’est à partir d’axes initiaux de développement que sont définis des objectifs concrets qui amènent à construire des appels à projets.
À noter, en matière de nanotechnologies, l’importance de la technopole grenobloise qui représente un bassin de recherche et d’ingénieurs unique en Europe dans ce domaine. Des pays émergents, notamment le Maroc, ont créé des zones prioritaires consacrées à la recherche en nanotechnologies.

## Inconvénients

### Dangers
De nombreux nanomatériaux sont reconnus comme toxiques pour les tissus humains et les cellules en culture. Ils induisent un stress oxydant, des inflammations à la cytokine et la nécrose cellulaire. Contrairement aux particules plus larges, les nanomatériaux peuvent être absorbés par les mitochondries et par le noyau cellulaire,. Des études ont démontré la possibilité pour les nanomatériaux de causer des mutations de l’ADN et d’induire des changements majeurs dans la structure mitochondriale, pouvant conduire à la mort de la cellule,. Les nanoparticules peuvent être mortelles sur le cerveau des truites et avoir des effets comparables à un empoisonnement au mercure.
Un projet dit « Nanogenotox » (projet Nanogenotox ), coordonné par l’Afsset, mais impliquant plusieurs pays européens, vise sur 3 ans à offrir à la Commission européenne « une méthode alternative, robuste et fiable de détection du potentiel génotoxique des nanomatériaux susceptibles d’engendrer un risque de cancer ou de reprotoxicité chez l'Homme ». Dans ce cadre, 14 nanomatériaux manufacturés (classés en trois groupes : dioxyde de titane, dioxyde de silicium et nanotubes de carbone, choisis car déjà utilisés dans des produits tels que cosmétiques, aliments, produits de consommation courante) seront étudiés, entre autres du point de vue des risques d’exposition (orale, cutanée, inhalée, avec test in vivo) et de leur production en Europe. Selon Bruno Bernard, « Les nanoparticules sont comme l’amiante dans les années 1960 une révolution dangereuse si pas encadrée ».
Tous les deux ans depuis 2008, la plateforme nano-sécurité (PNS), installée près de Minatec sur le polygone scientifique de Grenoble, organise la conférence internationale Nanosafe à la maison Minatec. Des centaines de scientifiques y abordent la question de l'utilisation des nanoparticules dans notre société et de ses conséquences sur la santé humaine.

### Problématiques de recyclage
Même si les nanotechnologies sont censées économiser de la matière en favorisant la miniaturisation ou la substitution, dans l’immense majorité des cas, les applications conduisent à des usages dispersifs, en incorporant des particules de métaux dans des produits sans espoir de recyclage. Cela est particulièrement gênant pour des métaux comme le zinc, le titane et l’argent. Les volumes en jeu ne sont pas anecdotiques. Par exemple, la production de nano-argent représentait 500 tonnes en 2008, soit près de 3 % de la production mondiale d’argent métal.

## Sociologie
Dans les sciences sociales, les NST se présentent encore comme des objets émergents. En France, le CNRS a créé une commission interdisciplinaire « Impacts sociaux des nanotechnologies » qui a fonctionné entre 2004 et 2007, mais n’a pas été renouvelée. Les travaux sur les usages effectifs sont inexistants, puisque les gens, pour la plupart dans l’ignorance de ce que sont les nanotechnologies, n’ont rien à en dire qui fournirait matière à des entretiens et des questionnaires. Les sociologues se concentrent pour le moment sur l’analyse des discours tenus par les scientifiques et les hommes politiques (à l’exception des études de laboratoire, qui portent leur attention sur les changements de pratiques et d’organisation liés à l’émergence des nanotechnologies,).

### Projet de société des rapports scientifiques
Les NST impliquent une ingénierie d’assemblage qui associe étroitement science et technologie : elles permettent donc d’envisager les applications technologiques futures, lesquelles représentent des enjeux économiques considérables. Tous les laboratoires affichant leur appartenance au domaine des NST n’ont pas nécessairement infléchi leurs thématiques de recherche. Certains ont « re-labellisé » leurs travaux en ajoutant le préfixe « nano » à l’intitulé de leur programme, sans rien changer sur le fond. Les NST alimentent ainsi un discours de la promesse, avec ses retombées économiques, mais aussi institutionnelles, politiques et idéologiques. Les sociologues analysant le contenu des rapports des institutions de la recherche constatent que, depuis le début des années 2000, ceux-ci ne sont plus seulement diagnostiques : ils formulent un véritable projet de société. Le développement de ces nouvelles techniques est présenté comme irrésistible et conduisant naturellement au progrès social, selon une vision scientiste, c’est-à-dire mécanique, rationnelle et programmable de l’évolution des connaissances. Les développements technologiques sont présentés comme inévitables par des experts, qui sont suivis par les responsables politiques, induisant un développement tout aussi inéluctable de la société. Une science prédictive de la société permet de justifier les politiques à mettre en œuvre, y compris les actions correctives destinées aussi bien à limiter les risques qu’à réduire les résistances.

### Débat sur les risques
Les nanotechnologies sont l’objet d’un débat de société, qui a d’abord été limité au milieu scientifique. Le débat est entré dans l’arène médiatique en 2000 avec l’article de Bill Joy « Pourquoi le futur n’a pas besoin de nous » dans la revue Wired, l’un des titres les plus connus de la cyberculture. Dans les pays industrialisés le débat public émerge à peine, alors que de nombreux nanoproduits sont fabriqués et diffusés. C’est le cas aux États-Unis notamment ou au Royaume-Uni.
Les enjeux et les risques induits par l’incorporation de matériaux nanotechnologiques (en particulier les nanoparticules) ainsi que les nouvelles applications qui seront permises par le biais de la maîtrise de la fabrication à l’échelle atomique suscitent des inquiétudes et même des alertes.
Nanotoxicology, une revue scientifique publiée depuis 2007 par Taylor & Francis, est consacrée spécifiquement à l’étude de la toxicité des nanotechnologies.

### En France
Après une première manifestation contre les nanotechnologies les 2 et 3 juin 2006,, lors de l'inauguration du complexe Minatec, un débat public national sur les nanotechnologies est organisé en 2009-2010, mais tourne court. Depuis, le site de veille d’information citoyenne permet de suivre les différents enjeux.

### En Belgique
Février 2014, le Conseil Supérieur de la Santé a publié un avis sur un projet d’Arrêté Royal (AR) relatif à la mise sur le marché des substances manufacturées et la création d’un registre officiel de déclaration de ces produits. Pour la Belgique, le Conseil recommande donc pour l’instant :
- de poursuivre l’initiative du projet d’AR en tenant compte des remarques générales et spécifiques formulées dans l’avis ;
- de prévoir dans l’AR une publication régulière (annuelle) des données ;
- de prévoir l’élargissement de l’AR aux médicaments, aux cosméto et à l’alimentation ;
- de prévoir la mise en place d’un Laboratoire National de Référence ;
- de garantir la fiabilité des données à collecter par un contrôle de qualité ;
- de tenir compte dans l’analyse et la gestion du risque d’une source d’exposition qui n’est pas reprise par ce projet d’AR et qui résulte des achats via internet par des particuliers. La difficulté de réguler ce type d’activité est bien connue. Les autorités doivent donc être très conscientes du problème et relayer cette préoccupation à d’autres niveaux de pouvoir comme la Commission Européenne (CE), l’Organisation Mondiale de la Santé (OMS), l’Organisation Mondiale du Commerce (OMC), etc. ;
- de préciser les aspects concernant la gestion des déchets pour les substances, mélanges et articles concernés. Nous ne trouvons malheureusement pas d’informations relatives à la gestion des déchets. Or il semble impératif de pouvoir opérer une distinction entre usages confinés (avec éventuellement une filière spécifique de traitement des déchets) et usages en milieu ouvert avec impact potentiel plus important sur les travailleurs, l’environnement (eaux, sols, atmosphère), la chaîne alimentaire, etc. ;
- de tenir compte des dangers potentiels pour l’environnement (accumulation dans la chaîne alimentaire, migration dans le sol et risques de pollution des eaux, types d’organismes particulièrement sensibles, etc.). Cette importante tâche semble au CSS hors de la portée de beaucoup d’entreprises, il faut donc prévoir un organisme capable d’effectuer ces prestations et de conseiller l’entreprise selon les recommandations internationales (par exemple l’EFSA en matière d’alimentation)[62].

### Réactions militantes
Aux États-Unis, la critique portée par l’informaticien Bill Joy dans son article Pourquoi le futur n’a pas besoin de nous (2000) a été l’une des plus médiatisées. Elle insiste sur la nécessité d’un principe de précaution.
En France, les réactions au phénomène des nanotechnologies vont du questionnement à la dénonciation.
Réalisé en 2007, le documentaire Le Silence des Nanos de Julien Collin se veut « une mise en questionnement critique et néanmoins rationnelle de l’activité scientifique et du développement technologique d’un point de vue anthropologique, philosophique et politique ».
Plus engagé, le groupe Marseille-Aix de l’Association internationale Jacques Ellul recadre les recherches sur les nanotechnologies dans le contexte du transhumanisme, phénomène qu’il explique lui-même selon les thèses exprimées dès le milieu du XXe siècle par le sociologue Jacques Ellul. Celui-ci considère que la technique a changé de statut : elle a cessé d’être « un vaste ensemble de moyens assignés chacun à une fin » et s’est muée en « milieu environnant à part entière » pour devenir « un phénomène complètement autonome (...) échappant de plus en plus au contrôle de l’homme et faisant peser sur lui un grand nombre de déterminations ». Ellul précise qu’on ne peut critiquer la technique sans se référer à des considérations métaphysiques : « Ce n’est pas la technique qui nous asservit, mais le sacré transféré à la technique », tandis que la politique, face à ce sacré, ne peut être qu’impuissante et même « illusoire ».
Plus ancré dans le champ politique, misant sur une réaction citoyenne, mais se défendant d’être technophobe, le collectif grenoblois Pièces et main d’œuvre voit dans les nanotechnologies l’expression d’un nouveau totalitarisme.

## Dans la culture

### En littérature
La nanotechnologie dans la fiction (en) a contribué à populariser le sujet. Depuis les années 1980, de nombreux textes de science-fiction abordent les nanotechnologies. Parmi les exemples notoires, on peut citer :
- Nouvelles Aventures d'Ijon Tichy (1985) de Stanislas Lem
- Isolation (1992) de Greg Egan
- Queen City Jazz (1994) de Kathleen Ann Goonan
- L’Âge de diamant (1995) de Neal Stephenson
- Le Sauveur (2000) de Nancy Kress
- La Proie (2002) de Michael Crichton

## Chronologie
- 1911 : première utilisation du préfixe « nano » par un scientifique, qui veut dire nain en grec.
- 1956 : choix du préfixe « nano » par le BIPM comme une sous-unité du mètre.
- 1959 : Richard Feynman tient son discours au Caltech où il déclare « There is Plenty of Room at the Bottom » (Il y a beaucoup d’espace en bas, sous-entendu : à étudier)
- 1974 : première mention du terme nanotechnologie, forgé par Norio Tanigushi.
- 1974 : invention de la diode moléculaire par A. Aviram et M. Ratner.
- 1981 : invention du microscope à effet tunnel.
- 1983 : invention du chapelet conducteur d’électricité.
- 1985 : découverte des fullerènes.
- 1986 : invention du microscope à force atomique par des chercheurs d’IBM à Zurich.
- 1986 : parution de Engines of Creation: The Coming Era of Nanotechnology, de Kim Eric Drexler.
- 1987 : la pointe du microscope à effet tunnel est utilisée par des chercheurs d’IBM pour faire commuter un seul interrupteur moléculaire.
- 1990 : des chercheurs d’IBM écrivent le nom de leur société avec 35 atomes de xénon à l’aide d’un microscope à effet tunnel.
- 1991 : découverte des nanotubes.
- 1995 : premier contact électrique sur une seule molécule.
- 1997 : premier amplificateur réalisé avec une seule molécule.
- 1998 : première observation de la rotation d’une molécule rotor de 1 nm de diamètre.
- 2001 : premier transistor réalisé avec un nanotube.
- 2001 : invention de la molécule brouette par des chercheurs toulousains.
- 2003 : Millipede, prototype de système de stockage d'information, réalisé par IBM, et utilisant des perforations nanométriques.
- 2004 : premiers microprocesseurs gravés avec une finesse de 0,09 µm, soit 90 nm, chez Intel et AMD.
- 2005 : Intel construit des transistors de 65 nm.
- 2006 : Ouverture de Minatec.
- 2006 : Intel est en phase de test pour la gravure en 45 nm prévue pour 2007.
- 2007 : invention du premier dispositif mécanique moléculaire : un pignon le long d’une crémaillère.
- 2011 : Intel et AMD commercialisent respectivement les Sandy Bridge et Llanos gravés en 32 nm.
- 2012 : Intel commercialise les Ivy Bridge gravés en 22 nm.

#### Livres
- Association AVICENN (2016) Nanomatériaux et risques pour la santé et l'environnement, Éditions Yves Michel  (ISBN 978-2-364-29077-8).
- Farid Benyahia et Bruno Bernard (2015) Les nanosciences et nanotechnologies, Offices des Presses Universitaires  (ISBN 978-9961-0-1663-3).
- Roger Lenglet (2014), Nanotoxiques. Une enquête, Actes Sud, Paris  (ISBN 978-2-330-03034-6).
- Marina Maestrutti (2011), Les Imaginaires des nanotechnologies. Mythes et fictions de l’infiniment petit, Vuibert, Paris  (ISBN 978-2-311-00475-5).
- Dorothée Benoit-Browaeys (2011), Le Meilleur des nanomondes, Éditions Buchet Chastel, Paris
- Bernadette Bensaude-Vincent et Dorothée Benoit-Browaeys (2011) Fabriquer la vie. Où va la biologie de synthèse ?, Le seuil, Paris  (ISBN 978-2-0210-4094-4).
- Brice Laurent (2010), Les Politiques des nanotechnologies, éditions Charles Léopold Mayer, Paris  (ISBN 978-2-84377-154-5).
- Bernadette Bensaude-Vincent (2009), Les Vertiges de la technoscience. Façonner le monde atome par atome, La Découverte, Paris,  (ISBN 978-2843771545).
- Christian Joachim, Laurence Plévert (2008), Nanosciences. La révolution invisible, Seuil, Paris,  (ISBN 978-2-02-086703-0).
- (en) Mark R. Wiesner et Jean-Yves Bottero (2007), Environmental Nanotechnology : Applications and Impacts of Nanomaterials, Mc Graw Hill, New York,  (ISBN 978-0-07-147750-5).
- Dominique Luzeaux et Thierry Puig (2007), À la conquête du nanomonde. Nanotechnologies et microsystèmes, Éditions du Félin.  (ISBN 978-2-86645-643-6).
- Yan de Kerorguen (2006), Les Nanotechnologies, espoir, menace ou mirage ?. Éditions Lignes de repères, 157 pages,  (ISBN 2-915752-14-1).
- (en) Kurzweil, Ray. (2006), Promise and Peril - The Deeply Intertwined Poles of 21st Century Technology, Communications of the ACM, Vol. 44, Issue 3, p. 88-91.
- Jean-Baptiste Waldner (2006), Nano-informatique et Intelligence Ambiante, Hermes Science, London,  (ISBN 2-7462-1516-0).
- Pièces et main d’œuvre (2006), Nanotechnologies/Maxiservitudes, L’Esprit frappeur, 133 pages,  (ISBN 2844052266).
- Michel Wautelet (2003), Les Nanotechnologies,  (ISBN 2-10-007954-9).
- Mark Ratner, Daniel Ratner (2003), Nanotechnologies - La révolution de demain,  (ISBN 2-7440-1604-7).
- Michael Crichton (2002), La Proie, roman.
- Jean-Louis Pautrat (2002), conseiller en communication de Minatec, Demain le nanomonde : voyage au cœur du minuscule,  (ISBN 2-213-61336-2).
- Eric Drexler (1986), Engins de création,  (ISBN 2-7117-4853-7).
- (en) N. Taniguchi (1974), On the Basic Concept of ’Nano-Technology’, Proc. Intl. Conf. Prod. Eng. Tokyo, Part II, Japan Society of Precision Engineering.

#### Articles
- Claire Auplat (2013), “The challenges of nanotechnology policy-making. Part 2: Discussing voluntary frameworks and options”, Global Policy, 4(1):101-107 ( DOI: 10.1111/j.1758-5899.2011.00160.x ).
- Claire Auplat (2012), “The challenges of nanotechnology policy making. Part 1. Discussing mandatory frameworks”, Global Policy, 3(4): 492-500( DOI: 10.1111/j.1758-5899.2011.00159.x ).
- Jean-Pierre Dupuy, « Le risque inouï des nanotechnologies », L’Écologiste, no 10, juin 2003, p. 70-72. L’un des articles clefs du premier dossier critique de la presse française sur les nanotechnologies.